# 高砂羊茅
高砂羊茅（学名：Festuca takasagoensis）为禾本科羊茅属下的一个种。

## 扩展阅读
- 維基物種上的相關：高砂羊茅